# 2014년 동계 올림픽 카자흐스탄 선수단
2014년 동계 올림픽 카자흐스탄의 올림픽 선수단은 러시아 소치에서 개최된 2014년 동계 올림픽에 참가한 올림픽 카자흐스탄 선수단이다.

## 메달 집계

### 종목별 메달 수
| 종목         | 1 | 2 | 3 | 합계 |
| 피겨스케이팅 | 0 | 0 | 1 | 1    |
| 합계         | 0 | 0 | 1 | 1    |

### 메달리스트
| 메달 | 이름      | 종목         | 세부 종목 | 날짜     |
| ---- | --------- | ------------ | --------- | -------- |
|      | 데니스 텐 | 피겨스케이팅 | 남자 싱글 | 2월 14일 |